# 弗朗茨·克鲁格
弗朗茨·克鲁格（英語：Frantz Kruger，1975年5月22日—），南非、芬兰男子田径运动员。他曾代表南非、芬兰参加2000年、2004年和2008年夏季奥林匹克运动会田径比赛，其中2000年奥运会获得一枚铜牌。